# راسوت (شهرستان ایگلینسکی، باشقیرستان)
راسوت (انگلیسی: Rassvet, Iglinsky District, Republic of Bashkortostan) یک شهرک در شهرستان ایگلینسکی استان باشقیرستان کشور روسیه است.